# Inger Christensen
Inger Christensen (Vejle, 16 gennaio 1935 – Copenaghen, 2 gennaio 2009) è stata una poetessa, scrittrice e saggista danese, più volte candidata per il Nobel.
Nota soprattutto per le raccolte poetiche Alfabet e Det (tradotta in Inglese It), nella quale affronta quelle tematiche filosofiche, estetiche e sociali che, nel 1969, interessavano l'opinione pubblica danese: fu per questo insignita del premio De Gyldne Laurbær - e Det divenne così libro danese dell'anno.
Nel 1981 tentò una combinazione di proporzione numerica - ricorrendo alla sequenza di Fibonacci -, metrica e poeticità nella raccolta Alfabet: trattava, soprattutto, l'eventuale conflitto nucleare e la conseguente devastazione ecologica, in una crescita e decrescita di elementi che contribuiscono a descrivere il disastro finale. Alla traduttrice in Inglese Susanna Nied (2001) è stato conferito il PEN Translation Prize.
Nel 1991 pubblicò Sommerfugledalen: Et requiem (tradotto in italiano da Bruno Berni come La valle delle farfalle, Donzelli Editore 2015), una corona di sonetti poi inserita nel Kulturkanonen - un'iniziativa promossa dal Ministro della Cultura danese Brian Mikkelsen, che voleva così raccogliere le eccellenze tra le produzioni dell'intelletto danese.
Nel 1978 è stata accolta, come membro, nella Kongelige Danske Videnskabernes Selskab (l'Accademia reale danese). Nel 1994 è poi diventata membro dell'Académie Européenne de Poésie e nel 2001 dell'Akademie der Künste di Berlino.
Nel 1991 ha vinto il Grand Prix des Biennales Internationales de Poésie e, nello stesso anno, anche il Rungstedlund Award. Nel 1994 ha poi vinto il prestigioso Staatspreis für Literatur del Governo austriaco e, sempre nello stesso anno, il "Piccolo Nobel", che l'ha consacrata tra le eccellenze scandinave. Nel 1995, ancora, ha vinto l'European Poetry Prize, nel 2001 l'America Award, nel 2006, in Germania, il Siegfried Unseld.